# Notogomphus kilimandjaricus
Notogomphus kilimandjaricus – gatunek ważki z rodziny gadziogłówkowatych (Gomphidae). Występuje w Afryce Wschodniej – od środkowej Kenii po północną Tanzanię.